# Antonio Cisneros
Antonio Alfonso Cisneros Campoy (Lima, 27 de diciembre de 1942-Lima, 6 de octubre de 2012) fue un poeta peruano.

## Biografía
Poeta , periodista, cronista, guionista, catedrático y traductor.
Estudió en la Universidad Nacional Mayor de San Marcos y en la Pontificia Universidad Católica del Perú entre 1960 y 1965. Obtuvo el Doctorado en Letras en 1974. Tuvo tres hijos y cinco nietos.
Pertenece a la llamada "Generación del 60" de la literatura peruana. Ha sido uno de los que más ha publicado y el más reconocido poeta peruano de este grupo, escribió líneas dando a conocer su simpatía por Sporting Cristal.
Entre otras distinciones, en tanto que poeta, ha ganado el Premio Nacional de Poesía, el Premio Casa de las Américas, el Premio Cosapi de la Creatividad, el Premio Gabriela Mistral, el Premio Iberoamericano de Letras José Donoso, el Premio de Poetas del Mundo Latino Víctor Sandoval (Aguascalientes), es Caballero de la Orden de las Artes y las Letras de Francia. El 8 de junio de 2010 recibió en Santiago de Chile el Premio Iberoamericano de Poesía Pablo Neruda, entregado y financiado por el Consejo Nacional de la Cultura y las Artes de ese país.
Ha enseñado en diversas universidades del Perú, Estados Unidos y Europa. Hizo periodismo en prensa, radio y televisión. Fue director del Centro Cultural Inca Garcilaso del Ministerio de Relaciones Exteriores del Perú.
Falleció en Lima víctima de un cáncer de pulmón. Fue velado en el velatorio de la Iglesia Virgen de Fátima de Miraflores, siendo sus restos cremados en el Parque cementerio Jardines de la Paz de La Molina.

## Estilo
Sus poemas se caracterizan por la frecuente alusión a aspectos de la literatura, la cultura y la vida contemporánea como material para las reflexiones del autor, que suele usar un sentido del humor nunca alienante, pues recurre tanto a la sátira como a la autoparodia. En general, su tono es amable y entrañable, lo que contribuye a la aceptación de su sujeto poético, incluso para el tratamiento de temas históricos o intelectuales. 

## Obra
Sus poemas han sido traducidos a idiomas como el chino, griego, japonés, alrededor de 14 idiomas en total.
Entre sus principales obras poéticas están:
- Destierro (1961)
- David (1962)
- Comentarios reales de Antonio Cisneros (Premio Nacional de Poesía)(1964)
- Canto ceremonial contra un oso hormiguero (Cuba: Edición Casa de las Américas, 1968) (Premio Casa de las Américas)
- Agua que no has de beber (España: Editorial Carlos Milla Batres, 1971)
- Como higuera en un campo de golf (Lima: Edición Instituto Nacional de Cultura, 1972)
- El libro de Dios y de los húngaros (Lima: Libre I, 1978)
- Crónicas del Niño Jesús de Chilca (Premio Latinoamericano de Poesía Rubén Darío) (1981)
- Agua que no has de beber y otros cantos (1984)
- Monólogo de la casta Susana y otros poemas (1986)
- Por la noche los gatos (1988)
- Poesía, una historia de locos (1989)
- Material de lectura (1989)
- Propios como ajenos (1989)(1991)(2007)
- Drácula de Bram Stoker y otros poemas (1991)
- Las inmensas preguntas celestes (1992)
- Poesía reunida (1996)
- Postales Para Lima (1991)
- Poesía (3 volúmenes) (2001)
- Comentarios reales(2003)
- Como un carbón prendido entre la niebla(2007)
- Un Crucero a las Islas Galápagos (2005)(2007)
- A cada quien su animal (2008)
- El caballo sin libertador (2009)

Entre sus obras en prosa:
- El arte de envolver pescado (1990)
- El libro del buen salvaje (1995)(1997)
- El diente del Parnaso (manjares y menjunjes del letrado peruano) (2000)
- Ciudades en el tiempo (crónicas de viaje) (2001)
- Cuentos idiotas (para chicos con buenas notas) (2002)
- Los viajes del buen salvaje (crónicas) (2008)

## Premios
- Premio Nacional de Poesía 1965, Perú
- Premio Casa de las Américas 1968
- Premio Latinoamericano de Poesía Rubén Darío 1980
- Premio Gabriela Mistral 2000[3]
- Condecoración al Mérito Cultural de la República de Hungría en 1990.
- Premio José Donoso, Santiago de Chile, en 2004.[4]
- Caballero de la Orden de las Artes y las Letras del Gobierno Francés, en 2004.
- Homenaje a su obra en el Encuentro de Poetas del Mundo Latino, Morelia (México), en 2009.
- Premio de Poetas del Mundo Latino Víctor Sandoval, Aguascalientes (México), en 2009.
- Premio Iberoamericano de Poesía Pablo Neruda (Chile), en 2010
- Premio Southern 2011

## Su palabra
Su voz y su poesía están registradas en el Archivo de la Palabra de la Biblioteca del Congreso en Washington D. C., en el Archivo de la Palabra de la Casa de las Américas en La Habana y en el Archivo de la Palabra de la Casa de Poesía Silva en Bogotá.